# Équipe d'Australie de football à la Coupe du monde 2018
Cet article relate le parcours de l’équipe d'Australie de football lors de la Coupe du monde de football 2018 organisée en Russie du 14 juin au 15 juillet 2018. Le 29 juin, à l'issue de la campagne australienne du Mondial, la FFA remercie le sélectionneur néerlandais Bert van Marwijk.

## Préparation de l'événement

### Qualification

#### Deuxième tour
| Rang | Équipe       | Pts | J | G | N | P | Bp | Bc | Diff |  | Résultats (▼ dom., ► ext.) |     |     |     |     |     |
| ---- | ------------ | --- | - | - | - | - | -- | -- | ---- |  | -------------------------- | --- | --- | --- | --- | --- |
| 1    | Australie    | 21  | 8 | 7 | 0 | 1 | 29 | 4  | +25  |  | Australie                  |     | 5-1 | 3-0 | 7-0 | 5-0 |
| 2    | Jordanie     | 16  | 8 | 5 | 1 | 2 | 21 | 7  | +14  |  | Jordanie                   | 2-0 |     | 0-0 | 3-0 | 8-0 |
| 3    | Kirghizistan | 14  | 8 | 4 | 2 | 2 | 10 | 8  | +2   |  | Kirghizistan               | 1-2 | 1-0 |     | 2-2 | 2-0 |
| 4    | Tadjikistan  | 5   | 8 | 1 | 2 | 5 | 9  | 20 | -11  |  | Tadjikistan                | 0-3 | 1-3 | 0-1 |     | 5-0 |
| 5    | Bangladesh   | 1   | 8 | 0 | 1 | 7 | 2  | 32 | -30  |  | Bangladesh                 | 0-4 | 0-4 | 1-3 | 1-1 |     |

| 1er match                  | Kirghizistan    | 1 - 2 | Australie            |                                                                           |                                                                           |
| 16 juin 2015 20h00 (UTC+6) | Mirzaliev 90+2e |       | Jedinak 2e · Oar 68e | Spartak Stadium, Bichkek Spectateurs : 18 000 Arbitrage : Khamis Al-Marri | Spartak Stadium, Bichkek Spectateurs : 18 000 Arbitrage : Khamis Al-Marri |
| 16 juin 2015 20h00 (UTC+6) | Rapport (FIFA)  |       |                      | Spartak Stadium, Bichkek Spectateurs : 18 000 Arbitrage : Khamis Al-Marri | Spartak Stadium, Bichkek Spectateurs : 18 000 Arbitrage : Khamis Al-Marri |

| 2e match                       | Australie                                       | 5 - 0 | Bangladesh |                                                                |                                                                |
| 3 septembre 2015 19h00 (UTC+8) | Leckie 6e · Rogić 8e 20e · Burns 29e · Mooy 61e |       |            | Perth Oval, Perth Spectateurs : 19 495 Arbitrage : Võ Minh Trí | Perth Oval, Perth Spectateurs : 19 495 Arbitrage : Võ Minh Trí |
| 3 septembre 2015 19h00 (UTC+8) | Rapport (FIFA)                                  |       |            | Perth Oval, Perth Spectateurs : 19 495 Arbitrage : Võ Minh Trí | Perth Oval, Perth Spectateurs : 19 495 Arbitrage : Võ Minh Trí |

| 3e match                       | Tadjikistan    | 0 - 3 | Australie                       |                                                                           |                                                                           |
| 8 septembre 2015 18h00 (UTC+5) |                |       | Milligan 57e · Cahill 73e 90+1e | Stade Pamir, Douchanbé Spectateurs : 19 000 Arbitrage : Jameel Abdulhusin | Stade Pamir, Douchanbé Spectateurs : 19 000 Arbitrage : Jameel Abdulhusin |
| 8 septembre 2015 18h00 (UTC+5) | Rapport (FIFA) |       |                                 | Stade Pamir, Douchanbé Spectateurs : 19 000 Arbitrage : Jameel Abdulhusin | Stade Pamir, Douchanbé Spectateurs : 19 000 Arbitrage : Jameel Abdulhusin |

| 4e match                     | Jordanie                                 | 2 - 0 | Australie |                                                                                  |                                                                                  |
| 8 octobre 2015 17h00 (UTC+3) | Abdel Fattah 47e (pen.) · Al-Dardour 84e |       |           | Stade international d'Amman, Amman Spectateurs : 11 000 Arbitrage : Masaaki Toma | Stade international d'Amman, Amman Spectateurs : 11 000 Arbitrage : Masaaki Toma |
| 8 octobre 2015 17h00 (UTC+3) | Rapport (FIFA)                           |       |           | Stade international d'Amman, Amman Spectateurs : 11 000 Arbitrage : Masaaki Toma | Stade international d'Amman, Amman Spectateurs : 11 000 Arbitrage : Masaaki Toma |

| 5e match                        | Australie                                          | 3 - 0 | Kirghizistan |                                                                          |                                                                          |
| 12 novembre 2015 20h00 (UTC+11) | Jedinak 40e (pen.) · Cahill 50e · Amirov 69e (csc) |       |              | Canberra Stadium, Canberra Spectateurs : 19 000 Arbitrage : Kim Sang-woo | Canberra Stadium, Canberra Spectateurs : 19 000 Arbitrage : Kim Sang-woo |
| 12 novembre 2015 20h00 (UTC+11) | Rapport (FIFA)                                     |       |              | Canberra Stadium, Canberra Spectateurs : 19 000 Arbitrage : Kim Sang-woo | Canberra Stadium, Canberra Spectateurs : 19 000 Arbitrage : Kim Sang-woo |

| 6e match                       | Bangladesh     | 0 - 4 | Australie                       |                                                                              |                                                                              |
| 17 novembre 2015 17h30 (UTC+6) |                |       | Cahill 6e 32e 37e · Jedinak 43e | Bangabandhu National Stadium, Dacca Spectateurs : 19 000 Arbitrage : Wang Di | Bangabandhu National Stadium, Dacca Spectateurs : 19 000 Arbitrage : Wang Di |
| 17 novembre 2015 17h30 (UTC+6) | Rapport (FIFA) |       |                                 | Bangabandhu National Stadium, Dacca Spectateurs : 19 000 Arbitrage : Wang Di | Bangabandhu National Stadium, Dacca Spectateurs : 19 000 Arbitrage : Wang Di |

| 7e match                       | Australie                                                                            | 7 - 0 | Tadjikistan |                                                                         |                                                                         |
| 24 mars 2016 19h30 (UTC+10:30) | Luongo 3e · Jedinak 13e (pen.) · Milligan 57e (pen.) · Burns 67e 87e · Rogic 70e 72e |       |             | Adelaide Oval, Adélaïde Spectateurs : 35 439 Arbitrage : Fahad Al-Marri | Adelaide Oval, Adélaïde Spectateurs : 35 439 Arbitrage : Fahad Al-Marri |
| 24 mars 2016 19h30 (UTC+10:30) | Rapport (FIFA)                                                                       |       |             | Adelaide Oval, Adélaïde Spectateurs : 35 439 Arbitrage : Fahad Al-Marri | Adelaide Oval, Adélaïde Spectateurs : 35 439 Arbitrage : Fahad Al-Marri |

| 8e match                    | Australie                                          | 5 – 1 | Jordanie |                                                                                 |                                                                                 |
| 29 mars 2016 20h00 (UTC+11) | Cahill 24e 44e · Mooy 39e · Rogic 53e · Luongo 69e |       | Deeb 90e | Sydney Football Stadium, Sydney Spectateurs : 24 975 Arbitrage : Kim Jong-hyeok | Sydney Football Stadium, Sydney Spectateurs : 24 975 Arbitrage : Kim Jong-hyeok |
| 29 mars 2016 20h00 (UTC+11) | Rapport (FIFA)                                     |       |          | Sydney Football Stadium, Sydney Spectateurs : 24 975 Arbitrage : Kim Jong-hyeok | Sydney Football Stadium, Sydney Spectateurs : 24 975 Arbitrage : Kim Jong-hyeok |

#### Troisième tour
| Rang | Équipe              | Pts | J  | G | N | P | Bp | Bc | Diff |  | Résultats (▼ dom., ► ext.) |     |     |     |     |     |     |
| ---- | ------------------- | --- | -- | - | - | - | -- | -- | ---- |  | -------------------------- | --- | --- | --- | --- | --- | --- |
| 1    | Japon               | 20  | 10 | 6 | 2 | 2 | 17 | 7  | +10  |  | Japon                      |     | 2-1 | 2-0 | 1-2 | 2-1 | 4-0 |
| 2    | Arabie saoudite     | 19  | 10 | 6 | 1 | 3 | 17 | 10 | +7   |  | Arabie saoudite            | 1-0 |     | 2-2 | 3-0 | 1-0 | 1-0 |
| 3    | Australie           | 19  | 10 | 5 | 4 | 1 | 16 | 11 | +5   |  | Australie                  | 1-1 | 3-2 |     | 2-0 | 2-0 | 2-1 |
| 4    | Émirats arabes unis | 13  | 10 | 4 | 1 | 5 | 10 | 13 | -3   |  | Émirats arabes unis        | 0-2 | 2-1 | 0-1 |     | 2-0 | 3-1 |
| 5    | Irak                | 11  | 10 | 3 | 2 | 5 | 11 | 12 | -1   |  | Irak                       | 1-1 | 1-2 | 1-1 | 1-0 |     | 4-0 |
| 6    | Thaïlande           | 2   | 10 | 0 | 2 | 8 | 6  | 24 | -18  |  | Thaïlande                  | 0-2 | 0-3 | 2-2 | 1-1 | 1-2 |     |

| 1er match                    | Australie              | 2 – 0   | Irak |                                                                    |                                                                    |
| 1 septembre 2016 18:30 UTC+8 | Luongo 58e · Juric 64e | (0 – 0) |      | Perth Oval, Perth Spectateurs : 18 923 Arbitrage : Alireza Faghani | Perth Oval, Perth Spectateurs : 18 923 Arbitrage : Alireza Faghani |
| 1 septembre 2016 18:30 UTC+8 | Rapport                |         |      | Perth Oval, Perth Spectateurs : 18 923 Arbitrage : Alireza Faghani | Perth Oval, Perth Spectateurs : 18 923 Arbitrage : Alireza Faghani |

| 2e match                     | Émirats arabes unis | 0 – 1   | Australie  |                                                                                          |                                                                                          |
| 6 septembre 2016 19:30 UTC+4 |                     | (0 – 0) | 75e Cahill | Stade Mohammed-Bin-Zayed, Abou Dabi Spectateurs : 40 893 Arbitrage : Amirul Izwan Yaacob | Stade Mohammed-Bin-Zayed, Abou Dabi Spectateurs : 40 893 Arbitrage : Amirul Izwan Yaacob |
| 6 septembre 2016 19:30 UTC+4 | Rapport             |         |            | Stade Mohammed-Bin-Zayed, Abou Dabi Spectateurs : 40 893 Arbitrage : Amirul Izwan Yaacob | Stade Mohammed-Bin-Zayed, Abou Dabi Spectateurs : 40 893 Arbitrage : Amirul Izwan Yaacob |

| 3e match                   | Arabie saoudite                | 2 – 2   | Australie                 |                                                                                 |                                                                                 |
| 6 octobre 2016 20:45 UTC+3 | Al-Jassim 5e · al-Shamrani 79e | (1 – 1) | 45e Sainsbury · 71e Juric | Stade du Roi-Abdullah, Djeddah Spectateurs : 51 616 Arbitrage : Ravshan Irmatov | Stade du Roi-Abdullah, Djeddah Spectateurs : 51 616 Arbitrage : Ravshan Irmatov |
| 6 octobre 2016 20:45 UTC+3 | Rapport                        |         |                           | Stade du Roi-Abdullah, Djeddah Spectateurs : 51 616 Arbitrage : Ravshan Irmatov | Stade du Roi-Abdullah, Djeddah Spectateurs : 51 616 Arbitrage : Ravshan Irmatov |

| 4e match                     | Australie          | 1 – 1   | Japon        |                                                                            |                                                                            |
| 11 octobre 2016 20:00 UTC+11 | Jedinak 52e (pen.) | (0 – 1) | 5e Haraguchi | Etihad Stadium, Melbourne Spectateurs : 48 460 Arbitrage : Nawaf Shukralla | Etihad Stadium, Melbourne Spectateurs : 48 460 Arbitrage : Nawaf Shukralla |
| 11 octobre 2016 20:00 UTC+11 | Rapport            |         |              | Etihad Stadium, Melbourne Spectateurs : 48 460 Arbitrage : Nawaf Shukralla | Etihad Stadium, Melbourne Spectateurs : 48 460 Arbitrage : Nawaf Shukralla |

| 5e match                     | Thaïlande               | 2 – 2   | Australie                    |                                                                            |                                                                            |
| 15 novembre 2016 19:00 UTC+7 | Teerasil 20e 57e (pen.) | (1 – 1) | 9e (pen.) 65e (pen.) Jedinak | Stade Rajamangala, Bangkok Spectateurs : 36 534 Arbitrage : Fahad Al-Marri | Stade Rajamangala, Bangkok Spectateurs : 36 534 Arbitrage : Fahad Al-Marri |
| 15 novembre 2016 19:00 UTC+7 | Rapport                 |         |                              | Stade Rajamangala, Bangkok Spectateurs : 36 534 Arbitrage : Fahad Al-Marri | Stade Rajamangala, Bangkok Spectateurs : 36 534 Arbitrage : Fahad Al-Marri |

| 6e match                    | Irak      | 1 – 1   | Australie  |                                                                                |                                                                                |
| 23 mars 2017 16:30 UTC+4:30 | Yasin 76e | (0 – 1) | 39e Leckie | Stade Shahid Dastgerdi, Téhéran Spectateurs : 3 270 Arbitrage : Kim Jong-hyeok | Stade Shahid Dastgerdi, Téhéran Spectateurs : 3 270 Arbitrage : Kim Jong-hyeok |
| 23 mars 2017 16:30 UTC+4:30 | Rapport   |         |            | Stade Shahid Dastgerdi, Téhéran Spectateurs : 3 270 Arbitrage : Kim Jong-hyeok | Stade Shahid Dastgerdi, Téhéran Spectateurs : 3 270 Arbitrage : Kim Jong-hyeok |

| 7e match                  | Australie              | 2 – 0   | Émirats arabes unis |                                                                       |                                                                       |
| 28 mars 2017 20:00 UTC+11 | Irvine 7e · Leckie 78e | (1 – 0) |                     | Allianz Stadium, Sydney Spectateurs : 27 328 Arbitrage : Ahmed Al-Kaf | Allianz Stadium, Sydney Spectateurs : 27 328 Arbitrage : Ahmed Al-Kaf |
| 28 mars 2017 20:00 UTC+11 | Rapport                |         |                     | Allianz Stadium, Sydney Spectateurs : 27 328 Arbitrage : Ahmed Al-Kaf | Allianz Stadium, Sydney Spectateurs : 27 328 Arbitrage : Ahmed Al-Kaf |

| 8e match                   | Australie                | 3 – 2   | Arabie saoudite                   |                                                                          |                                                                          |
| 8 juin 2017 19:30 UTC+9:30 | Jurić 7e 36e · Rogic 64e | (2 – 2) | 23e Al-Dossari · 45+2e Al-Sahlawi | Adelaide Oval, Adélaïde Spectateurs : 29 785 Arbitrage : Ravshan Irmatov | Adelaide Oval, Adélaïde Spectateurs : 29 785 Arbitrage : Ravshan Irmatov |
| 8 juin 2017 19:30 UTC+9:30 | Rapport                  |         |                                   | Adelaide Oval, Adélaïde Spectateurs : 29 785 Arbitrage : Ravshan Irmatov | Adelaide Oval, Adélaïde Spectateurs : 29 785 Arbitrage : Ravshan Irmatov |

| 9e match                 | Japon                    | 2 - 0   | Australie |                                                                                |                                                                                |
| 31 août 2017 19:35 UTC+9 | Asano 41e · Ideguchi 82e | (1 - 0) |           | Saitama Stadium 2002, Saitama Spectateurs : 59 492 Arbitrage : Alireza Faghani | Saitama Stadium 2002, Saitama Spectateurs : 59 492 Arbitrage : Alireza Faghani |
| 31 août 2017 19:35 UTC+9 | Rapport                  |         |           | Saitama Stadium 2002, Saitama Spectateurs : 59 492 Arbitrage : Alireza Faghani | Saitama Stadium 2002, Saitama Spectateurs : 59 492 Arbitrage : Alireza Faghani |

| 10e match                     | Australie              | 2 – 1 | Thaïlande   |                                                                                        |                                                                                        |
| 5 septembre 2017 20:00 UTC+10 | Jurić 69e · Leckie 86e | (0–0) | Pokklaw 82e | Melbourne Rectangular Stadium, Melbourne Spectateurs : 26 393 Arbitrage : Liu Kwok Man | Melbourne Rectangular Stadium, Melbourne Spectateurs : 26 393 Arbitrage : Liu Kwok Man |
| 5 septembre 2017 20:00 UTC+10 | Rapport                |       |             | Melbourne Rectangular Stadium, Melbourne Spectateurs : 26 393 Arbitrage : Liu Kwok Man | Melbourne Rectangular Stadium, Melbourne Spectateurs : 26 393 Arbitrage : Liu Kwok Man |

#### Quatrième tour
| Barrages - Zone Asie       | Syrie               | 1 - 1   | Australie |                                                                           |                                                                           |
| 5 octobre 2017 20h30 UTC+8 | Al Somah 85e (pen.) | (0 - 1) | 40e Kruse | Stade Hang Jebat, Malacca Spectateurs : 2 150 Arbitrage : Alireza Faghani | Stade Hang Jebat, Malacca Spectateurs : 2 150 Arbitrage : Alireza Faghani |
| 5 octobre 2017 20h30 UTC+8 | Rapport             |         |           | Stade Hang Jebat, Malacca Spectateurs : 2 150 Arbitrage : Alireza Faghani | Stade Hang Jebat, Malacca Spectateurs : 2 150 Arbitrage : Alireza Faghani |

| Barrages - Zone Asie         | Australie       | 2 - 1 a. p. | Syrie       |                                                                            |                                                                            |
| 10 octobre 2017 20h00 UTC+11 | Cahill 13e 109e | (1 - 1)     | 6e Al Somah | Stadium Australia, Sydney Spectateurs : 42 136 Arbitrage : Ravshan Irmatov | Stadium Australia, Sydney Spectateurs : 42 136 Arbitrage : Ravshan Irmatov |
| 10 octobre 2017 20h00 UTC+11 | Rapport         |             |             | Stadium Australia, Sydney Spectateurs : 42 136 Arbitrage : Ravshan Irmatov | Stadium Australia, Sydney Spectateurs : 42 136 Arbitrage : Ravshan Irmatov |

#### Barrage intercontinental
| Barrage intercontinental     | Honduras | 0 – 0 | Australie |                                                                                                |                                                                                                |
| 10 novembre 2017 16h00 UTC−6 |          |       |           | Estadio Olímpico Metropolitano, San Pedro Sula Spectateurs : 38 000 Arbitrage : Daniele Orsato | Estadio Olímpico Metropolitano, San Pedro Sula Spectateurs : 38 000 Arbitrage : Daniele Orsato |
| 10 novembre 2017 16h00 UTC−6 | Rapport  |       |           | Estadio Olímpico Metropolitano, San Pedro Sula Spectateurs : 38 000 Arbitrage : Daniele Orsato | Estadio Olímpico Metropolitano, San Pedro Sula Spectateurs : 38 000 Arbitrage : Daniele Orsato |

| Barrage intercontinental      | Australie                         | 3 – 1   | Honduras   |                                                                          |                                                                          |
| 15 novembre 2017 20h00 UTC+11 | Jedinak 54e 72e (pen.) 85e (pen.) | (0 - 0) | 90+4e Elis | Stadium Australia, Sydney Spectateurs : 77 060 Arbitrage : Néstor Pitana | Stadium Australia, Sydney Spectateurs : 77 060 Arbitrage : Néstor Pitana |
| 15 novembre 2017 20h00 UTC+11 | Rapport                           |         |            | Stadium Australia, Sydney Spectateurs : 77 060 Arbitrage : Néstor Pitana | Stadium Australia, Sydney Spectateurs : 77 060 Arbitrage : Néstor Pitana |

#### Statistiques
| MJ | Joueurs                                                                                       |
| -- | --------------------------------------------------------------------------------------------- |
| 19 | Mathew Leckie, Tom Rogić                                                                      |
| 18 | Mark Milligan, Aaron Mooy                                                                     |
| 16 | Tim Cahill, Tomi Jurić, Massimo Luongo, Mathew Ryan, Trent Sainsbury                          |
| 15 | Robbie Kruse                                                                                  |
| 13 | Mile Jedinak                                                                                  |
| 12 | Brad Smith, Bailey Wright                                                                     |
| 10 | Nathan Burns                                                                                  |
| 9  | Miloš Degenek, Jackson Irvine, Matthew Špiranović, James Troisi                               |
| 6  | Ryan McGowan                                                                                  |
| 5  | Aziz Behich, Adam Federici                                                                    |
| 4  | Jason Davidson, Matthew Jurman, Tommy Oar, Josh Risdon                                        |
| 3  | Apóstolos Giánnou, Matt McKay, Nikita Rukavytsya                                              |
| 2  | Mustafa Amini, Ahmad Elrich, Chris Ikonomidis, Jamie Maclaren, James Meredith, Alex Wilkinson |
| 1  | Ivan Franjić, Alex Gersbach, Mitchell Langerak                                                |

| Buts  | Joueurs                                                  |
| ----- | -------------------------------------------------------- |
| 11    | Tim Cahill                                               |
| 10    | Mile Jedinak                                             |
| 6     | Tom Rogić                                                |
| 5     | Tomi Jurić                                               |
| 4     | Mathew Leckie                                            |
| 3     | Nathan Burns, Massimo Luongo                             |
| 2     | Mark Milligan, Aaron Mooy                                |
| 1     | Jackson Irvine, Robbie Kruse, Tommy Oar, Trent Sainsbury |
| (csc) | Ildar Amirov                                             |

### Matchs de préparation à la Coupe du monde
Détails des matchs amicaux
| Match amical       | Norvège                              | 4 – 1   | Australie  |                                                                       |                                                                       |
| 23 mars 2018 18h00 | Kamara 36e 57e 90e · Reginiussen 48e | (1 - 1) | Irvine 19e | Ullevaal Stadion, Oslo Spectateurs : 5 871 Arbitrage : Andreas Ekberg | Ullevaal Stadion, Oslo Spectateurs : 5 871 Arbitrage : Andreas Ekberg |
| 23 mars 2018 18h00 | Rapport                              |         |            | Ullevaal Stadion, Oslo Spectateurs : 5 871 Arbitrage : Andreas Ekberg | Ullevaal Stadion, Oslo Spectateurs : 5 871 Arbitrage : Andreas Ekberg |

| Match amical       | Colombie | 0 – 0   | Australie |                                                                       |                                                                       |
| 27 mars 2018 21h00 |          | (0 - 0) |           | Craven Cottage, Londres Spectateurs : 25 000 Arbitrage : Bobby Madley | Craven Cottage, Londres Spectateurs : 25 000 Arbitrage : Bobby Madley |
| 27 mars 2018 21h00 | Rapport  |         |           | Craven Cottage, Londres Spectateurs : 25 000 Arbitrage : Bobby Madley | Craven Cottage, Londres Spectateurs : 25 000 Arbitrage : Bobby Madley |

| Match amical      | Australie                                      | 4 – 0   | Tchéquie |                                                                       |                                                                       |
| 1 juin 2018 13h00 | Leckie 32e 72e · Nabbout 54e · Jugas 80e (csc) | (1 - 0) |          | NV Arena, Sankt Pölten Spectateurs : 656 Arbitrage : Alexander Harkam | NV Arena, Sankt Pölten Spectateurs : 656 Arbitrage : Alexander Harkam |
| 1 juin 2018 13h00 | Rapport                                        |         |          | NV Arena, Sankt Pölten Spectateurs : 656 Arbitrage : Alexander Harkam | NV Arena, Sankt Pölten Spectateurs : 656 Arbitrage : Alexander Harkam |

| Match amical      | Hongrie             | 1 – 2   | Australie                      |                                                |                                                |
| 9 juin 2018 17h30 | Sainsbury 88e (csc) | (0 - 0) | 74e Arzani · 90+2e (csc) Kádár | Groupama Aréna, Budapest Arbitrage : Matej Jug | Groupama Aréna, Budapest Arbitrage : Matej Jug |
| 9 juin 2018 17h30 | [ Rapport]          |         |                                | Groupama Aréna, Budapest Arbitrage : Matej Jug | Groupama Aréna, Budapest Arbitrage : Matej Jug |

## Effectif
La liste officiel de l'Australie, est dévoilé le 4 juin 2018.
| Numéro / Nom       | Numéro / Nom     | Club                     | Date de naissance et âge*  | J.              | Buts            |                 |                 |                 |
| Gardiens de but    | Gardiens de but  | Gardiens de but          | Gardiens de but            | Gardiens de but | Gardiens de but | Gardiens de but | Gardiens de but | Gardiens de but |
| ------------------ | ---------------- | ------------------------ | -------------------------- | --------------- | --------------- | --------------- | --------------- | --------------- |
| 01                 | Mathew Ryan      | Brighton                 | 8 avril 1992 (26 ans)      | 3               | 0               | 0               | 0               | 0               |
| 12                 | Brad Jones       | Feyenoord Rotterdam      | 19 mars 1982 (36 ans)      | 0               | 0               | 0               | 0               | 0               |
| 18                 | Danny Vukovic    | KRC Genk                 | 27 mars 1985 (33 ans)      | 0               | 0               | 0               | 0               | 0               |
| Défenseurs         |                  |                          |                            |                 |                 |                 |                 |                 |
| 02                 | Miloš Degenek    | Yokohama F. Marinos      | 28 avril 1994 (24 ans)     | 0               | 0               | 0               | 0               | 0               |
| 03                 | James Meredith   | Millwall                 | 4 avril 1988 (30 ans)      | 0               | 0               | 0               | 0               | 0               |
| 05                 | Mark Milligan    | Al-Ahli                  | 4 août 1985 (32 ans)       | 3               | 0               | 1               | 0               | 0               |
| 06                 | Matthew Jurman   | Suwon Samsung Bluewings  | 8 décembre 1989 (28 ans)   | 0               | 0               | 0               | 0               | 0               |
| 16                 | Aziz Behich      | Bursaspor                | 16 octobre 1990 (27 ans)   | 3               | 0               | 1               | 0               | 0               |
| 19                 | Josh Risdon      | Western Sydney Wanderers | 27 juillet 1992 (25 ans)   | 3               | 0               | 1               | 0               | 0               |
| 20                 | Trent Sainsbury  | Grasshopper              | 5 janvier 1992 (26 ans)    | 3               | 0               | 0               | 0               | 0               |
| Milieux de terrain |                  |                          |                            |                 |                 |                 |                 |                 |
| 08                 | Massimo Luongo   | Queens Park Rangers      | 25 septembre 1992 (25 ans) | 0               | 0               | 0               | 0               | 0               |
| 13                 | Aaron Mooy       | Huddersfield Town        | 15 septembre 1990 (27 ans) | 3               | 0               | 0               | 0               | 0               |
| 15                 | Mile Jedinak     | Aston Villa              | 3 août 1984 (33 ans)       | 3               | 2               | 1               | 0               | 0               |
| 22                 | Jackson Irvine   | Hull City                | 7 mars 1993 (25 ans)       | 3               | 0               | 0               | 0               | 0               |
| 23                 | Tom Rogić        | Celtic FC                | 16 décembre 1992 (25 ans)  | 3               | 0               | 1               | 0               | 0               |
| Attaquants         |                  |                          |                            |                 |                 |                 |                 |                 |
| 04                 | Tim Cahill       | Millwall                 | 6 décembre 1979 (38 ans)   | 1               | 0               | 0               | 0               | 0               |
| 07                 | Mathew Leckie    | Hertha BSC               | 4 février 1991 (27 ans)    | 3               | 0               | 1               | 0               | 0               |
| 09                 | Tomi Jurić       | FC Lucerne               | 22 juillet 1991 (26 ans)   | 3               | 0               | 0               | 0               | 0               |
| 10                 | Robbie Kruse     | VfL Bochum               | 5 octobre 1988 (29 ans)    | 3               | 0               | 0               | 0               | 0               |
| 11                 | Andrew Nabbout   | Urawa Red Diamonds       | 26 décembre 1992 (25 ans)  | 2               | 0               | 0               | 0               | 0               |
| 14                 | Jamie Maclaren   | SV Darmstadt 98          | 29 juillet 1993 (24 ans)   | 0               | 0               | 0               | 0               | 0               |
| 17                 | Daniel Arzani    | Melbourne City           | 4 janvier 1999 (19 ans)    | 3               | 0               | 1               | 0               | 0               |
| 21                 | Dimitri Petratos | Newcastle Jets           | 10 novembre 1992 (25 ans)  | 0               | 0               | 0               | 0               | 0               |
| Sélectionneur      |                  |                          |                            |                 |                 |                 |                 |                 |
|                    | Bert van Marwijk |                          | 19 mai 1952 (66 ans)       |                 |                 |                 |                 |                 |

* NB : Les âges sont calculés au début de la Coupe du monde 2018, le 14 juin 2018.

## Compétition

### Format et tirage au sort
Le tirage au sort de la Coupe du monde a lieu le vendredi 1er décembre 2017 au Kremlin à Moscou. C’est le classement d’octobre qui est pris en compte, la sélection se classe 43e du classement FIFA, et l'Australie est placée dans le chapeau 4.

### Premier tour - Groupe C
|   | Équipe    | Pts | J | G | N | P | Bp | Bc | Diff |
| 1 | France    | 7   | 3 | 2 | 1 | 0 | 3  | 1  | +2   |
| 2 | Danemark  | 5   | 3 | 1 | 2 | 0 | 2  | 1  | +1   |
| 3 | Pérou     | 3   | 3 | 1 | 0 | 2 | 2  | 2  | 0    |
| 4 | Australie | 1   | 3 | 0 | 1 | 2 | 2  | 5  | -3   |

| 5  | 16 juin 2018 | France    | 2 - 1 | Australie |
| 6  | 16 juin 2018 | Pérou     | 0 - 1 | Danemark  |
| 21 | 21 juin 2018 | France    | 1 - 0 | Pérou     |
| 22 | 21 juin 2018 | Danemark  | 1 - 1 | Australie |
| 37 | 26 juin 2018 | Danemark  | 0 - 0 | France    |
| 38 | 26 juin 2018 | Australie | 0 - 2 | Pérou     |

#### France - Australie
| Match 5                                                  | France                                               | 2 - 1   | Australie               | Kazan Arena, Kazan                            |                                               |
| 16 juin 2018 · 13h00 (UTC+3) · Historique des rencontres | Antoine Griezmann 58e (pen.) · Aziz Behich 81e (csc) | (0 - 0) | 62e (pen.) Mile Jedinak | Spectateurs : 41 279 Arbitrage : Andrés Cunha | Spectateurs : 41 279 Arbitrage : Andrés Cunha |
| 16 juin 2018 · 13h00 (UTC+3) · Historique des rencontres | Rapport                                              |         |                         | Spectateurs : 41 279 Arbitrage : Andrés Cunha | Spectateurs : 41 279 Arbitrage : Andrés Cunha |

| France | Australie |

| FRANCE :         |    |                   |     |     |
|                  |    |                   |     |     |
| Gardien de but   | 01 | Hugo Lloris       |     |     |
|                  | 02 | Benjamin Pavard   |     |     |
|                  | 04 | Raphaël Varane    |     |     |
|                  | 05 | Samuel Umtiti     |     |     |
|                  | 21 | Lucas Hernandez   |     |     |
|                  | 06 | Paul Pogba        |     |     |
|                  | 13 | N'Golo Kanté      |     |     |
|                  | 12 | Corentin Tolisso  | 76e | 78e |
|                  | 07 | Antoine Griezmann |     | 70e |
|                  | 10 | Kylian Mbappé     |     |     |
|                  | 11 | Ousmane Dembélé   |     | 70e |
| Remplaçants :    |    |                   |     |     |
|                  | 09 | Olivier Giroud    |     | 70e |
|                  | 18 | Nabil Fekir       |     | 70e |
|                  | 14 | Blaise Matuidi    |     | 78e |
| Sélectionneur :  |    |                   |     |     |
| Didier Deschamps |    |                   |     |     |

| AUSTRALIE :      |    |                 |     |     |
|                  |    |                 |     |     |
| Gardien de but   | 01 | Mathew Ryan     |     |     |
|                  | 19 | Josh Risdon     | 57e |     |
|                  | 20 | Trent Sainsbury |     |     |
|                  | 05 | Mark Milligan   |     |     |
|                  | 16 | Aziz Behich     | 87e |     |
|                  | 15 | Mile Jedinak    |     |     |
|                  | 23 | Tom Rogić       |     | 72e |
|                  | 13 | Aaron Mooy      |     |     |
|                  | 07 | Mathew Leckie   | 13e |     |
|                  | 11 | Andrew Nabbout  |     | 64e |
|                  | 10 | Robbie Kruse    |     | 84e |
| Remplaçants :    |    |                 |     |     |
|                  | 09 | Tomi Jurić      |     | 64e |
|                  | 22 | Jackson Irvine  |     | 72e |
|                  | 17 | Daniel Arzani   |     | 84e |
| Sélectionneur :  |    |                 |     |     |
| Bert van Marwijk |    |                 |     |     |

| Assistants : Nicolás Tarán Mauricio Espinosa Quatrième arbitre : Julio Bascuñán Cinquième arbitre : Christian Schiemann Arbitre vidéo : Mauro Vigliano Assistants arbitre vidéo : Tiago Martins Carlos Astroza Jair Marrufo Homme du Match : Antoine Griezmann |

#### Danemark - Australie
| Match 22                                                 | Danemark                                  | 1 - 1   | Australie               | Samara Arena, Samara                                 |                                                      |
| 21 juin 2018 · 16h00 (UTC+4) · Historique des rencontres | ( Nicolai Jørgensen) Christian Eriksen 7e | (1 - 1) | 38e (pen.) Mile Jedinak | Spectateurs : 40 727 Arbitrage : Antonio Mateu Lahoz | Spectateurs : 40 727 Arbitrage : Antonio Mateu Lahoz |
| 21 juin 2018 · 16h00 (UTC+4) · Historique des rencontres | Rapport                                   |         |                         | Spectateurs : 40 727 Arbitrage : Antonio Mateu Lahoz | Spectateurs : 40 727 Arbitrage : Antonio Mateu Lahoz |

| Danemark | Australie |

| DANEMARK :      |    |                     |     |     |
|                 |    |                     |     |     |
| Gardien de but  | 01 | Kasper Schmeichel   |     |     |
|                 | 14 | Henrik Dalsgaard    |     |     |
|                 | 04 | Simon Kjær          |     |     |
|                 | 06 | Andreas Christensen |     |     |
|                 | 17 | Jens Stryger Larsen |     |     |
|                 | 08 | Thomas Delaney      |     |     |
|                 | 19 | Lasse Schöne        |     |     |
|                 | 10 | Christian Eriksen   |     |     |
|                 | 20 | Yussuf Poulsen      | 37e | 59e |
|                 | 09 | Nicolai Jørgensen   |     | 68e |
|                 | 23 | Pione Sisto         | 84e |     |
| Remplaçants :   |    |                     |     |     |
|                 | 11 | Martin Braithwaite  |     | 59e |
|                 | 21 | Andreas Cornelius   |     | 68e |
| Sélectionneur : |    |                     |     |     |
| Åge Hareide     |    |                     |     |     |

| AUSTRALIE :      |    |                 |  |     |
|                  |    |                 |  |     |
| Gardien de but   | 01 | Mathew Ryan     |  |     |
|                  | 19 | Josh Risdon     |  |     |
|                  | 20 | Trent Sainsbury |  |     |
|                  | 05 | Mark Milligan   |  |     |
|                  | 16 | Aziz Behich     |  |     |
|                  | 15 | Mile Jedinak    |  |     |
|                  | 13 | Aaron Mooy      |  |     |
|                  | 07 | Mathew Leckie   |  |     |
|                  | 23 | Tom Rogić       |  | 82e |
|                  | 10 | Robbie Kruse    |  | 68e |
|                  | 11 | Andrew Nabbout  |  | 75e |
| Remplaçants :    |    |                 |  |     |
|                  | 17 | Daniel Arzani   |  | 68e |
|                  | 09 | Tomi Jurić      |  | 75e |
|                  | 22 | Jackson Irvine  |  | 82e |
| Sélectionneur :  |    |                 |  |     |
| Bert van Marwijk |    |                 |  |     |

| Assistants : Pau Cebrián Devís Roberto Díaz Pérez Quatrième arbitre : Bamlak Tessema Weyesa Cinquième arbitre : Juan Carlos Mora Arbitre vidéo : Mark Geiger Assistants arbitre vidéo : Jair Marrufo Joe Fletcher Paolo Valeri Homme du Match : Christian Eriksen |

#### Australie - Pérou
| Match 38                                                 | Australie | 0 - 2   | Pérou                                                     | Stade Ficht, Sotchi                             |                                                 |
| 26 juin 2018 · 17h00 (UTC+3) · Historique des rencontres |           | (0 - 1) | 18e André Carrillo (Paolo Guerrero ) · 50e Paolo Guerrero | Spectateurs : 44 073 Arbitrage : Sergei Karasev | Spectateurs : 44 073 Arbitrage : Sergei Karasev |
| 26 juin 2018 · 17h00 (UTC+3) · Historique des rencontres | Rapport   |         |                                                           | Spectateurs : 44 073 Arbitrage : Sergei Karasev | Spectateurs : 44 073 Arbitrage : Sergei Karasev |

| Australie | Pérou |

| AUTRALIE :       |    |                 |     |     |
|                  |    |                 |     |     |
| Gardien de but   | 01 | Mathew Ryan     |     |     |
|                  | 19 | Josh Risdon     |     |     |
|                  | 20 | Trent Sainsbury |     |     |
|                  | 05 | Mark Milligan   | 88e |     |
|                  | 16 | Aziz Behich     |     |     |
|                  | 15 | Mile Jedinak    | 10e |     |
|                  | 13 | Aaron Mooy      |     |     |
|                  | 07 | Mathew Leckie   |     |     |
|                  | 23 | Tom Rogić       | 66e | 72e |
|                  | 10 | Robbie Kruse    |     | 58e |
|                  | 09 | Tomi Jurić      |     | 53e |
| Remplaçants :    |    |                 |     |     |
|                  | 04 | Tim Cahill      |     | 53e |
|                  | 17 | Daniel Arzani   | 60e | 58e |
|                  | 22 | Jackson Irvine  |     | 72e |
| Sélectionneur :  |    |                 |     |     |
| Bert van Marwijk |    |                 |     |     |

| PÉROU :         |    |                     |     |     |
|                 |    |                     |     |     |
| Gardien de but  | 01 | Pedro Gallese       |     |     |
|                 | 17 | Luis Advíncula      |     |     |
|                 | 15 | Christian Ramos     |     |     |
|                 | 04 | Anderson Santamaría |     |     |
|                 | 06 | Miguel Trauco       |     |     |
|                 | 13 | Renato Tapia        |     | 63e |
|                 | 19 | Yoshimar Yotún      | 45e | 46e |
|                 | 18 | André Carrillo      |     | 79e |
|                 | 08 | Christian Cueva     |     |     |
|                 | 20 | Edison Flores       |     |     |
|                 | 09 | Paolo Guerrero      |     |     |
| Remplaçants :   |    |                     |     |     |
|                 | 23 | Pedro Aquino        |     | 46e |
|                 | 07 | Paolo Hurtado       | 79e | 63e |
|                 | 16 | Wilder Cartagena    |     | 79e |
| Sélectionneur : |    |                     |     |     |
| Ricardo Gareca  |    |                     |     |     |

| Assistants : Anton Averianov Tikhon Kalugin Quatrième arbitre : Ryūji Satō Cinquième arbitre : Toru Sagara Arbitre vidéo : Danny Makkelie Assistants arbitre vidéo : Jair Marrufo Mark Borsch Bastian Dankert Homme du Match : André Carrillo |

## Statistiques

### Temps de jeu
| Joueurs            |          |          |          | TT       | But inscrit | Passe décisive | MJ       | MT       | Légende |
| ------------------ | -------- | -------- | -------- | -------- | ----------- | -------------- | -------- | -------- | --- |
| Gardiens           | Gardiens | Gardiens | Gardiens | Gardiens | Gardiens    | Gardiens       | Gardiens | Gardiens | Abréviations et symboles : TT : Total de minutes jouées MJ : Nombre de matchs joués MT : Matchs joués en tant que titulaire : but : passe décisive : joueur entré : joueur remplacé : capitaine : carton jaune : carton rouge |
| Mathew Ryan        | 90       | 90       | 90       | 270      | -           | -              | 3        | 3        | Abréviations et symboles : TT : Total de minutes jouées MJ : Nombre de matchs joués MT : Matchs joués en tant que titulaire : but : passe décisive : joueur entré : joueur remplacé : capitaine : carton jaune : carton rouge |
| Brad Jones         | -        | -        | -        | -        | -           | -              | -        | -        | Abréviations et symboles : TT : Total de minutes jouées MJ : Nombre de matchs joués MT : Matchs joués en tant que titulaire : but : passe décisive : joueur entré : joueur remplacé : capitaine : carton jaune : carton rouge |
| Danny Vukovic      | -        | -        | -        | -        | -           | -              | -        | -        | Abréviations et symboles : TT : Total de minutes jouées MJ : Nombre de matchs joués MT : Matchs joués en tant que titulaire : but : passe décisive : joueur entré : joueur remplacé : capitaine : carton jaune : carton rouge |
| Défenseurs         |          |          |          |          |             |                |          |          | Abréviations et symboles : TT : Total de minutes jouées MJ : Nombre de matchs joués MT : Matchs joués en tant que titulaire : but : passe décisive : joueur entré : joueur remplacé : capitaine : carton jaune : carton rouge |
| Miloš Degenek      | -        | -        | -        | -        | -           | -              | -        | -        | Abréviations et symboles : TT : Total de minutes jouées MJ : Nombre de matchs joués MT : Matchs joués en tant que titulaire : but : passe décisive : joueur entré : joueur remplacé : capitaine : carton jaune : carton rouge |
| James Meredith     | -        | -        | -        | -        | -           | -              | -        | -        | Abréviations et symboles : TT : Total de minutes jouées MJ : Nombre de matchs joués MT : Matchs joués en tant que titulaire : but : passe décisive : joueur entré : joueur remplacé : capitaine : carton jaune : carton rouge |
| Mark Milligan      | 90       | 90       | 90       | 270      | -           | -              | 3        | 3        | Abréviations et symboles : TT : Total de minutes jouées MJ : Nombre de matchs joués MT : Matchs joués en tant que titulaire : but : passe décisive : joueur entré : joueur remplacé : capitaine : carton jaune : carton rouge |
| Matthew Jurman     | -        | -        | -        | -        | -           | -              | -        | -        | Abréviations et symboles : TT : Total de minutes jouées MJ : Nombre de matchs joués MT : Matchs joués en tant que titulaire : but : passe décisive : joueur entré : joueur remplacé : capitaine : carton jaune : carton rouge |
| Aziz Behich        | 90       | 90       | 90       | 270      | -           | -              | 3        | 3        | Abréviations et symboles : TT : Total de minutes jouées MJ : Nombre de matchs joués MT : Matchs joués en tant que titulaire : but : passe décisive : joueur entré : joueur remplacé : capitaine : carton jaune : carton rouge |
| Josh Risdon        | 90       | 90       | 90       | 270      | -           | -              | 3        | 3        | Abréviations et symboles : TT : Total de minutes jouées MJ : Nombre de matchs joués MT : Matchs joués en tant que titulaire : but : passe décisive : joueur entré : joueur remplacé : capitaine : carton jaune : carton rouge |
| Trent Sainsbury    | 90       | 90       | 90       | 270      | -           | -              | 3        | 3        | Abréviations et symboles : TT : Total de minutes jouées MJ : Nombre de matchs joués MT : Matchs joués en tant que titulaire : but : passe décisive : joueur entré : joueur remplacé : capitaine : carton jaune : carton rouge |
| Milieux            |          |          |          |          |             |                |          |          | Abréviations et symboles : TT : Total de minutes jouées MJ : Nombre de matchs joués MT : Matchs joués en tant que titulaire : but : passe décisive : joueur entré : joueur remplacé : capitaine : carton jaune : carton rouge |
| Massimo Luongo     | -        | -        | -        | -        | -           | -              | -        | -        | Abréviations et symboles : TT : Total de minutes jouées MJ : Nombre de matchs joués MT : Matchs joués en tant que titulaire : but : passe décisive : joueur entré : joueur remplacé : capitaine : carton jaune : carton rouge |
| Aaron Mooy         | 90       | 90       | 90       | 270      | -           | -              | 3        | 3        | Abréviations et symboles : TT : Total de minutes jouées MJ : Nombre de matchs joués MT : Matchs joués en tant que titulaire : but : passe décisive : joueur entré : joueur remplacé : capitaine : carton jaune : carton rouge |
| Mile Jedinak       | 90       | 90       | 90       | 270      | 2           | -              | 3        | 3        | Abréviations et symboles : TT : Total de minutes jouées MJ : Nombre de matchs joués MT : Matchs joués en tant que titulaire : but : passe décisive : joueur entré : joueur remplacé : capitaine : carton jaune : carton rouge |
| Jackson Irvine     | 18       | 8        | 18       | 44       | -           | -              | 3        | -        | Abréviations et symboles : TT : Total de minutes jouées MJ : Nombre de matchs joués MT : Matchs joués en tant que titulaire : but : passe décisive : joueur entré : joueur remplacé : capitaine : carton jaune : carton rouge |
| Tom Rogić          | 72       | 82       | 72       | 226      | -           | -              | 3        | 3        | Abréviations et symboles : TT : Total de minutes jouées MJ : Nombre de matchs joués MT : Matchs joués en tant que titulaire : but : passe décisive : joueur entré : joueur remplacé : capitaine : carton jaune : carton rouge |
| Attaquants         |          |          |          |          |             |                |          |          | Abréviations et symboles : TT : Total de minutes jouées MJ : Nombre de matchs joués MT : Matchs joués en tant que titulaire : but : passe décisive : joueur entré : joueur remplacé : capitaine : carton jaune : carton rouge |
| Tim Cahill         | -        | -        | 37       | 37       | -           | -              | 1        | -        | Abréviations et symboles : TT : Total de minutes jouées MJ : Nombre de matchs joués MT : Matchs joués en tant que titulaire : but : passe décisive : joueur entré : joueur remplacé : capitaine : carton jaune : carton rouge |
| Mathew Leckie      | 90       | 90       | 90       | 270      | -           | -              | 3        | 3        | Abréviations et symboles : TT : Total de minutes jouées MJ : Nombre de matchs joués MT : Matchs joués en tant que titulaire : but : passe décisive : joueur entré : joueur remplacé : capitaine : carton jaune : carton rouge |
| Tomi Jurić         | 26       | 15       | 53       | 94       | -           | -              | 3        | 1        | Abréviations et symboles : TT : Total de minutes jouées MJ : Nombre de matchs joués MT : Matchs joués en tant que titulaire : but : passe décisive : joueur entré : joueur remplacé : capitaine : carton jaune : carton rouge |
| Robbie Kruse       | 84       | 68       | 58       | 210      | -           | -              | 3        | 3        | Abréviations et symboles : TT : Total de minutes jouées MJ : Nombre de matchs joués MT : Matchs joués en tant que titulaire : but : passe décisive : joueur entré : joueur remplacé : capitaine : carton jaune : carton rouge |
| Andrew Nabbout     | 64       | 75       | -        | 139      | -           | -              | 2        | 2        | Abréviations et symboles : TT : Total de minutes jouées MJ : Nombre de matchs joués MT : Matchs joués en tant que titulaire : but : passe décisive : joueur entré : joueur remplacé : capitaine : carton jaune : carton rouge |
| Jamie Maclaren     | -        | -        | -        | -        | -           | -              | -        | -        | Abréviations et symboles : TT : Total de minutes jouées MJ : Nombre de matchs joués MT : Matchs joués en tant que titulaire : but : passe décisive : joueur entré : joueur remplacé : capitaine : carton jaune : carton rouge |
| Daniel Arzani      | 6        | 22       | 32       | 60       | -           | -              | 3        | -        | Abréviations et symboles : TT : Total de minutes jouées MJ : Nombre de matchs joués MT : Matchs joués en tant que titulaire : but : passe décisive : joueur entré : joueur remplacé : capitaine : carton jaune : carton rouge |
| Dimitri Petratos   | -        | -        | -        | -        | -           | -              | -        | -        | Abréviations et symboles : TT : Total de minutes jouées MJ : Nombre de matchs joués MT : Matchs joués en tant que titulaire : but : passe décisive : joueur entré : joueur remplacé : capitaine : carton jaune : carton rouge |
| TOTAL              |          |          |          |          |             |                |          |          | Abréviations et symboles : TT : Total de minutes jouées MJ : Nombre de matchs joués MT : Matchs joués en tant que titulaire : but : passe décisive : joueur entré : joueur remplacé : capitaine : carton jaune : carton rouge |
| Équipe d'Australie | 90       | 90       | 90       | 270      | 2           | 0              | 3        | -        | Abréviations et symboles : TT : Total de minutes jouées MJ : Nombre de matchs joués MT : Matchs joués en tant que titulaire : but : passe décisive : joueur entré : joueur remplacé : capitaine : carton jaune : carton rouge |

| Buts  | Joueurs      | Adversaires      |
| ----- | ------------ | ---------------- |
| 2     | Mile Jedinak | France, Danemark |
| TOTAL | 2 BUTS       | 2 BUTS           |

| Passes | Joueurs          | Adversaires      |
| ------ | ---------------- | ---------------- |
| 0      |                  |                  |
| TOTAL  | 0 PASSE DÉCISIVE | 0 PASSE DÉCISIVE |